# Begonia salesopolensis
Espèce
Begonia salesopolensis est une espèce de plantes de la famille des Begoniaceae.
L'espèce fait partie de la section Pritzelia.
Elle a été décrite en 2000 par Sandra Jules Gomes da Silva (2000) et Maria Candida Henrique Mamede (1956-).

## Répartition géographique
Cette espèce est originaire du pays suivant : Brésil.